# و آگنس مرگ را برگزید
و آگنس مرگ را برگزید (انگلیسی: And Agnes Chose to Die؛ ایتالیایی: L'Agnese va a morire) یک فیلم درام ایتالیایی به کارگردانی جولیانو مونتالدو است که در سال ۱۹۷۶ میلادی منتشر شد.

## بازیگران
- اینگرید تولین
- استفانو ساتا فلورس
- اورور کلمان
- نینتو داولی
- ویلیام برگر
- الئونورا جورجی
- فلاویو بوچی
- جانی دورلی
- ماسیمو جیروتی
- دینا ساسولی
- میکله پلاچیدو
- گابریلا جورجلی
- اورنلا موتی
- ویلما آریس
- آلفردو پئا
- رون
- جینو سانترکوله